# Powiat Kako
Powiat Kako (jap. 加古郡 Kako-gun) – powiat w Japonii, w prefekturze Hyōgo. W 2024 roku liczył 63 765 mieszkańców.

## Miejscowości
- Harima
- Inami